# رصدخانهٔ اخترفیزیکی کریمه
رصدخانهٔ اخترفیزیکی کریمه (CrAO) در اوکراین بنیان‌گذاری شده است. این رصدخانه ستاره‌ها را مطالعه می‌کند و تا به امروز در مجموع ۱۲ جرم کوچک به شرح زیر پیدا کرده‌ است:
| اجرام کوچک کشف‌شده: | اجرام کوچک کشف‌شده: |
| ------------------ | ------------------ |
| 2094 Magnitka      | October 12, ۱۹۷۱   |
| 2163 Korczak       | September 16, ۱۹۷۱ |
| 2170 Byelorussia   | September 16, ۱۹۷۱ |
| 2406 Orelskaya     | August 20, ۱۹۶۶    |
| 4426 Roerich       | October 15, ۱۹۶۹   |
| 2698 Azerbajdzhan  | October 11, ۱۹۷۱   |
| 2949 Kaverznev     | August 9, ۱۹۷۰     |
| 4004 List'ev       | September 16, ۱۹۷۱ |
| 4466 Abai          | September 23, ۱۹۷۱ |
| 4916 Brumberg      | August 10, ۱۹۷۰    |
| 4917 Yurilvovia    | September 28, ۱۹۷۳ |
| 5706 Finkelstein   | September 23, ۱۹۷۱ |
| 18284 Tsereteli    | August 10, ۱۹۷۰    |